# Sonda Mars 96

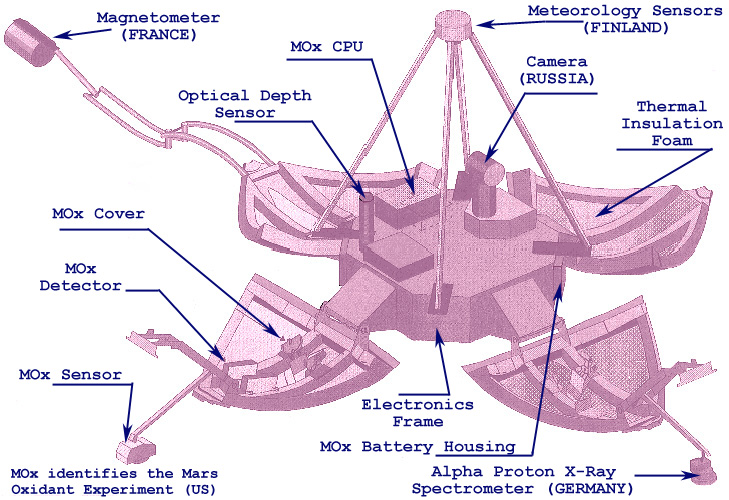
Desenho esquemático da sonda

A sonda Mars 96 era uma missão não tripulada da Rússia lançada do Cosmódromo de Baikonur em 16 de Novembro de 1996 cujo lançamento não obteve sucesso, sendo que a sonda caiu no oceano Pacífico.
O principal objetivo científico da missão era o de investigar a evolução de Marte, investigar a sua atmosfera, a sua superfície e o seu interior.
A sonda Mars 96 consistia nas seguintes unidades:
- Um orbitador que efetuaria sensoreamento remoto de Marte e o estudo do plasma nas camadas superiores de sua atmosfera.
- Duas pequenas estações de pesquisa que deveriam pousar em Marte.
- Dois penetradores com a função de penetrar no solo de Marte.

Dados da sonda:
- Massa total da  sonda: 6.700 kg
- Massa do propelente: 3.000 kg
- Massa da sonda: 550 kg